# Konrad Bukowiecki
Konrad Bukowiecki (Szczytno, 17 de marzo de 1997) es un deportista polaco que compite en atletismo, especialista en la prueba de lanzamiento de peso.
Ganó una medalla de plata en el Campeonato Europeo de Atletismo de 2018 y una medalla de oro en el Campeonato Europeo de Atletismo en Pista Cubierta de 2017.

## Palmarés internacional
| Campeonato Europeo                   | Campeonato Europeo | Campeonato Europeo | Campeonato Europeo |
| Año                                  | Lugar              | Medalla            | Prueba             |
| ------------------------------------ | ------------------ | ------------------ | ------------------ |
| 2018                                 | Berlín (Alemania)  | Medalla de plata   | Peso               |
| Campeonato Europeo en Pista Cubierta |                    |                    |                    |
| Año                                  | Lugar              | Medalla            | Prueba             |
| 2017                                 | Belgrado (Serbia)  | Medalla de oro     | Peso               |